# Valeria (Iowa)
Valeria es una ciudad ubicada en el condado de Jasper en el estado estadounidense de Iowa. En el Censo de 2010 tenía una población de 57 habitantes y una densidad poblacional de 440,16 personas por km².

## Geografía
Valeria se encuentra ubicada en las coordenadas 41°43′47″N 93°19′32″O / 41.72972, -93.32556. Según la Oficina del Censo de los Estados Unidos, Valeria tiene una superficie total de 0.13 km², de la cual 0.13 km² corresponden a tierra firme y (0%) 0 km² es agua.

## Demografía
Según el censo de 2010, había 57 personas residiendo en Valeria. La densidad de población era de 440,16 hab./km². De los 57 habitantes, Valeria estaba compuesto por el 96.49% blancos, el 3.51% eran afroamericanos, el 0% eran amerindios, el 0% eran asiáticos, el 0% eran isleños del Pacífico, el 0% eran de otras razas y el 0% pertenecían a dos o más razas. Del total de la población el 0% eran hispanos o latinos de cualquier raza.